# Allium caeruleum
Allium caeruleum là một loài thực vật có hoa trong họ Amaryllidaceae. Loài này được Pall. mô tả khoa học đầu tiên năm 1773.

## Hình ảnh

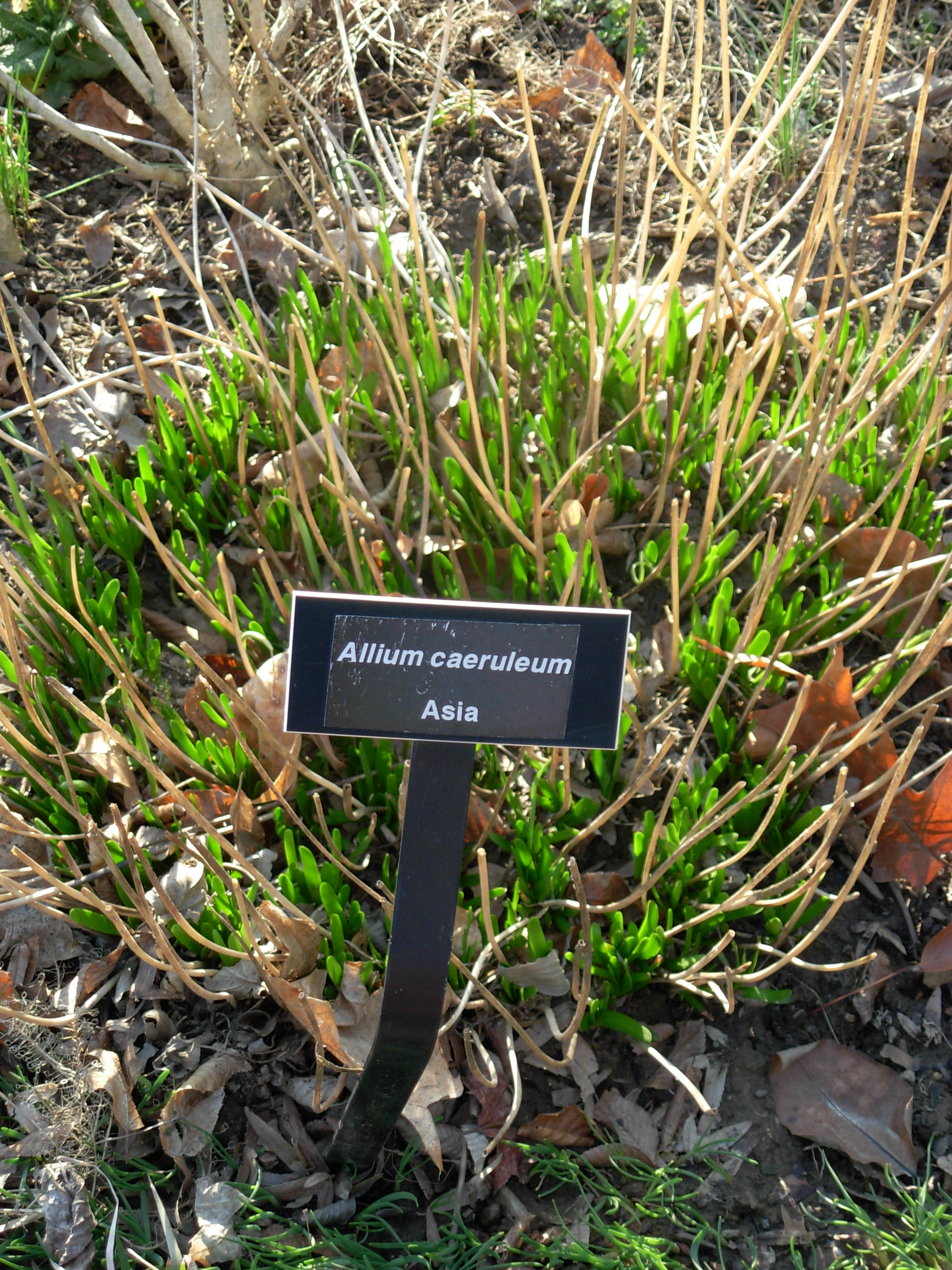
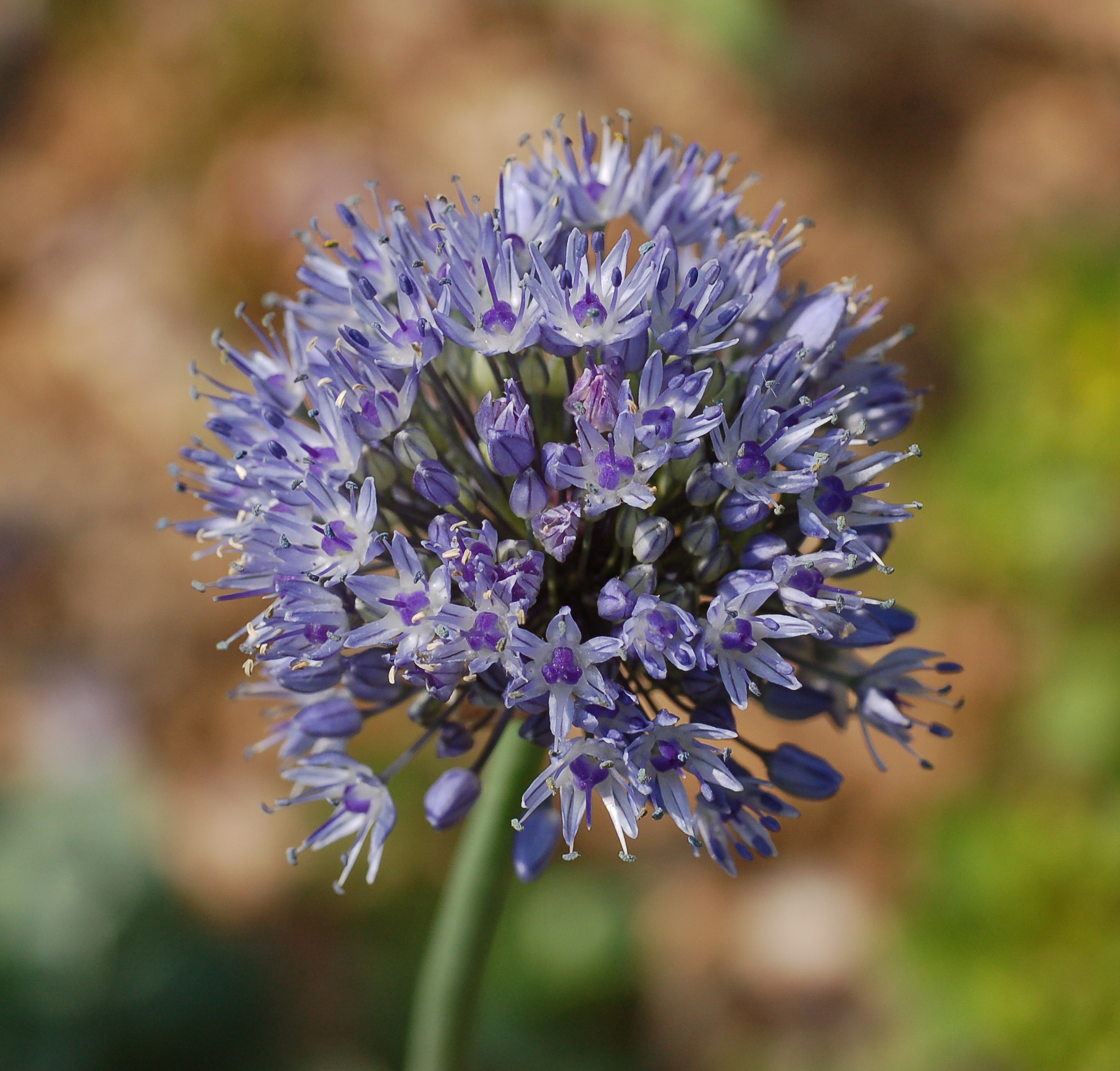
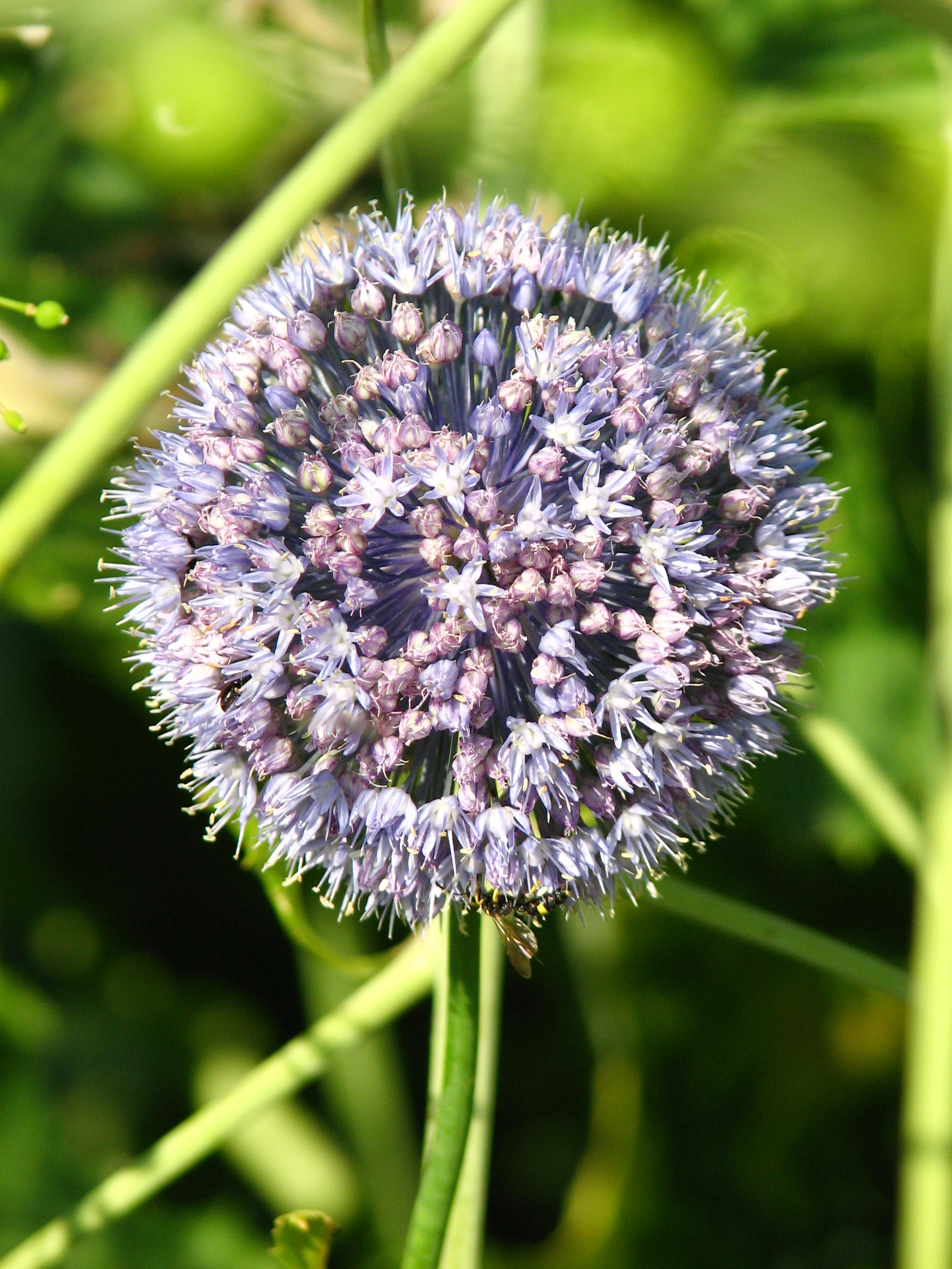
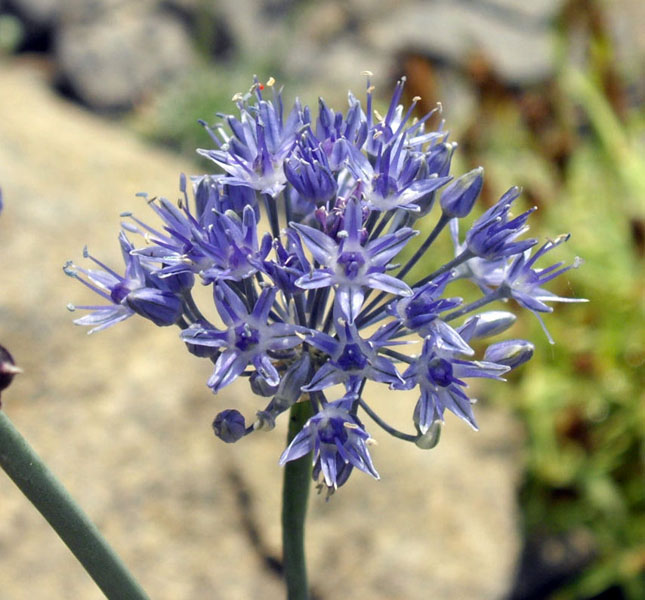